# Platycypha fitzsimonsi
Espèce
Statut de conservation UICN

 LC  : Préoccupation mineure
Platycypha fitzsimonsi est une espèce d'insectes de l'ordre des odonates (libellules), du sous-ordre des Zygoptera (demoiselles), de la famille des Chlorocyphidae et du genre Platycypha.

## Répartition
Platycypha fitzsimonsi se rencontre en Afrique australe. Elle est notamment présente en Afrique du Sud, au Zimbabwe et au Mozambique.

## Habitat
Platycypha fitzsimonsi apprécie les ruisseaux de montagne peu profonds, rocheux et rapides avec une profusion d'herbes, de hautes herbes et de roseaux sur les berges.

## Description
Platycypha fitzsimonsi est une demoiselle, petite et robuste, dont le mâle présente un abdomen d'environ 22 mm, des ailes de 24 mm et un ptérostigma de 2 mm.

### Description du mâle

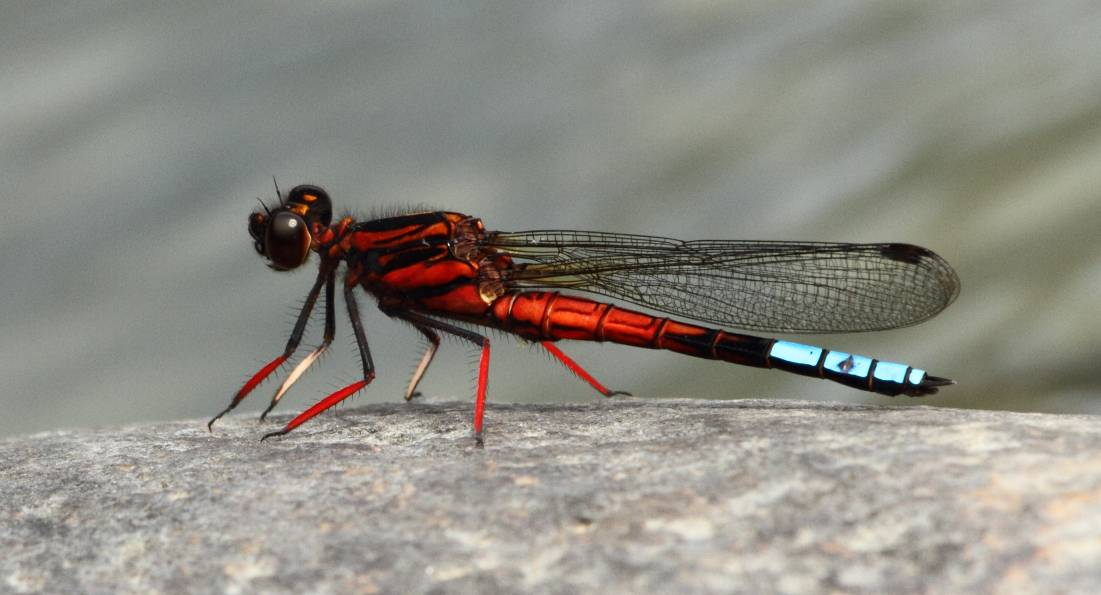
Platycypha fitzsimonsi ♂.

La tête et la face sont noires avec trois marques orange sur le vertex. La marque centrale est en forme de "U". Les yeux sont noirs.
Le prothorax et le synthorax sont orange rougeâtre marqués de noir comme chez Platycypha caligata.
Les pattes, rouges à l'extérieur et jaunâtres à blanches à l'intérieur, ont les tibias élargis,.
Les ailes sont hyalines, jaunes à la base avec un ptérostigma noir.
Les segments 1 à 5 sont rouges sur le dessus avec des marques noires réduites à une ligne étroite médiane discontinue avec une petite tache sur chaque côté de cette ligne dans la moitié distale. Sur le second segment la marque noire est en forme de "T" et les deux premiers segments présentent une courte ligne latérale noire. Le segment 6 est entièrement noir. Les segments 7 à 10 sont bleus brillants sur le dessus et noirs sur le dessous. Les appendices anaux sont noirs avec les cerques de forme conique.

### Description de la femelle
La femelle est rayée et réticulée de brun jaunâtre et de brun grisâtre avec des marques brun noirâtre.

## Écologie
L'imago vole d'octobre à avril.
Platycypha fitzsimonsi se repose principalement sur les rochers et occasionnellement sur des brindilles ou des herbes émergentes.
Généralement, comme chez Platycypha caligata, les mâles Platycypha fitzsimonsi sont territoriaux et centrent leur domaine autour des sites de ponte. Ils y attirent les femelles pour les courtiser. Contrairement à Platycypha caligata, les mâles Platycypha fitzsimonsi n'utilisent que l'extrémité bleue de leur abdomen pour attirer les femelles et utilisent différemment la partie blanchâtre de leurs tibias élargis lors des parades nuptiales.

## Espèce proche
Platycypha fitzsimonsi est assez semblable à Platycypha caligata. La distinction est assez facile chez le mâle avec les segments 2 à 10 qui sont bleus chez Platycypha caligata alors que seuls les segments 7 à 10 le sont chez Platycypha fitzsimonsi les autres étant rouges.

## Systématique
L'espèce Platycypha fitzsimonsi a été décrite par l'entomologiste britannique Elliot Charles Gordon Pinhey en 1950 sous le protonyme Chlorocypha fitzsimonsi,. Elle a été nommée en l'honneur de Vivian Frederick Maynard FitzSimons directeur du Transvaal Museum.

### Publication originale
- (en) Pinhey, E. C. G. 1950. New species of Odonata from Southern Africa. Annals of the Transvaal Museum, 21: 260-272 [270].

### Sous-espèces
- Platycypha fitzsimonsi fitzsimonsi (Pinhey, 1950)[2]
- Platycypha fitzsimonsi inyangae Pinhey, 1958[6],[2],[3].

Il est à noter que certains travaux considèrent Platycypha fitzsimonsi inyangae comme une espèce à part entière Platycypha inyangae.

### Synonymes
- Chlorocypha fitzsimonsi Pinhey, 1950 (protonyme)[2]